# اعتراضات ۲۰۱۶–۲۰۱۵ عراق
اعتراضات عراق نام سلسله تظاهراتی است که در اعتراض به فساد ریشه دار مقامات و مشکلات معیشتی گسترده از سال ۲۰۱۵ میلادی از بغداد و دیگر شهرهای عراق، به‌ویژه در مرکز و جنوب این کشور آغاز شد.

## گاه‌شمار اعتراضات

### اعتراضات سال ۲۰۱۵
در ۱۶ ژوئیه، درگیری بین پلیس و تظاهرکنندگان منجر به کشته شدن یک جوان شد و دو نفر دیگر زخمی شدند.
در ۲ اوت، صدها نفر شهرهای جنوبی کشور از جمله نصریه و نجف در اعتراض به شرایط نامناسب زندگی همچون کمبود انرژی، از مقامات خواستند تا با فساد گسترده مقابله کنند.
در ۷ اوت، ده‌ها هزار تن از معترضین به خیابان ها آمدند و در میدان تحریر خواستار اعمال تغییرات در حکومت شدند، آنها خیابان های اصلی اطراف را نیز به محاصره خود درآوردند. برخی با مخاطب قرار دادن نخست‌وزیر العبادی خواستار «به آتش کشیدن» وزرای فاسد شدند.

### اعتراضات سال ۲۰۱۶
در ۳۰ آوریل ۲۰۱۶، هزاران معترض با ورود به منطقه سبز بغداد ساختمان پارلمان عراق را اشغال کردند. این اتفاق پس از آن رخ داد که پارلمان وزرای جدید دولت را تایید نکرد. معترضین شامل هواداران روحانی شیعه، مقتدا صدر بودند. اگرچه نیروهای امنیتی عراق نیز در صحنه حضور داشتند، اما آنها هیچ تلاشی برای جلوگیری از ورود معترضین به ساختمان پارلمان نکردند.
در سال ۲۰۱۴، انتخابات مجلس عراق شکست خورد و این مسئله منجر به تعلل در تشکیل دولت گشت. به دنبال سرخوردگی از عدم حصول پیشرفت، مقتدی صدر وعده یک اعتصاب در نزدیکی منطقه سبز را داد و خواستار اصلاحات برای پایان دادن به فساد شد. علی‌رغم تلاش‌های نخست‌وزیر حیدر العبادی برای تغییر وضعیت کابینه خود، اندکی پیش از آنکه از هوادارانش بخواهد متفرق شوند تهدیدات خود را عملی کرد. ناپایداری سیاسی در کشور برای دولتهای خارجی نگران کننده بود، خصوصاً در میان شایعاتی که نوید انجام مانورهایی سیاسی از سوی نخست‌وزیر پیشین یعنی نوری المالکی را میداد. ایالات متحده پیش از این خواستار جایگزینی المالکی به عنوان نخست‌وزیر به عنوان پیش شرط مبارزه با داعش شده بود. چند روز قبل از اعتراضات، پارلمان نتوانست به حد نصاب آرا برای تصویب وزرای جدید برای جایگزینی دولت فعلی، برسد. العبادی هشدار داد که عدم تشکیل دولت جدید در جنگ علیه داعش خلل ایجاد خواهد کرد.

#### ورود به منطقه سبز و مجلس
اندکی پس از آن که مقتدی صدر کنفرانس خبری خود را در نجف به پایان رساند، او بن‌بست سیاسی را محکوم کرد و هشدار داد که «یا مفسدین [مقامات] روی کار می‌مانند یا کل دولت سقوط خواهد کرد و هیچ‌کس از آن معاف نیست» و این که او دو ماه را از شغلش فاصله میگیرد و برای «قیام مردمی» و «انقلاب بزرگ» برای مقابله با فساد گسترده منتظر میماند. اگرچه او دستور نداد که هوادارانش به منطقه سبز ورود کنند، اما معترضین شیعه موانع موجود در منطقه سبز را درنوردیدند و به ساختمان پارلمان عراق حمله کردند. پس از عبور از پلی در مجاورت رودخانه دجله، یکی از مأمورین در ورودی یک ایست بازرسی گزارش داد که معترضین قبل از ورود به محل مورد بازرسی قرار نگرفته‌اند، در همین حال فیلم‌های تلویزیونی نشان می‌داد که معترضین در حال حمل پرچم عراق هستند و عده ای نیز برفراز دیوارهای بتونی اطراف منطقه سبز ایستاده‌اند.

## پیامدها

### اعتراضات ۲۰۱۷
در جریان اعتراضات ۲۰۱۷ در ۱۱ فوریه، طی یک تظاهرات چند هزار نفری، حداقل ۵ معترض و دو پلیس در بغداد کشته شدند دست کم ۳۲۰ معترض و هفت افسر پلیس زخمی شدند و تظاهرات به خشونت کشیده شد. در اواخر آن روز، گزارش‌هایی مبنی بر شلیک شش یا هفت راکت از نوع کاتیوشا به منطقه سبز از درون بغداد به دست آمد. هیچ‌کس مسئولیت آن را قبول نکرد و تلفات جانی گزارش نشد. علاوه بر این، نیروهای امنیتی عراق پس از اعتراضات، مسیرهای منتهی به منطقه سبز را مسدود کرده بودند.
در ۲۴ مارس، هزاران معترض ضد حکومتی، خیابانهای مرکز شهر بغداد را پر کردند و مقتدی صدر نیز تهدید به تحریم انتخابات آینده استانی کرد و از پیروانش خواست تا به یک «انقلاب اصلاحی» بپیوندند.